# Дуби Фролькіса
Дуби Фролькіса — ботанічна пам'ятка природи місцевого значення в Україні, розташована в Києві, на території Оболонського району, на вул. Вишгородська, 67.

## Опис
Об'єкт являє собою старезний екземпляр гіркокаштану кінського віком понад 100 років. На висоті 1,3 м дерево має в охопленні 3,5 м, висота дерева досягає 25 м..

## Історія створення
Об'єкт оголошений рішенням Київської міської ради від 27 листопада 2009 року № 713/2782. Землекористувачем території є Інститут геронтології НАМН України.

## Значення
Дуби Фролькіса мають наукову та екологічну цінність. Вони є частиною природної спадщини Києва та слугують об'єктом для ботанічних досліджень і збереження біорізноманіття.

## Охорона
Об'єкт знаходиться під охороною Інституту геронтології НАМН України. Заборонені будь-які дії, що можуть завдати шкоди деревам або змінити їхнє природне середовище.

## Галерея

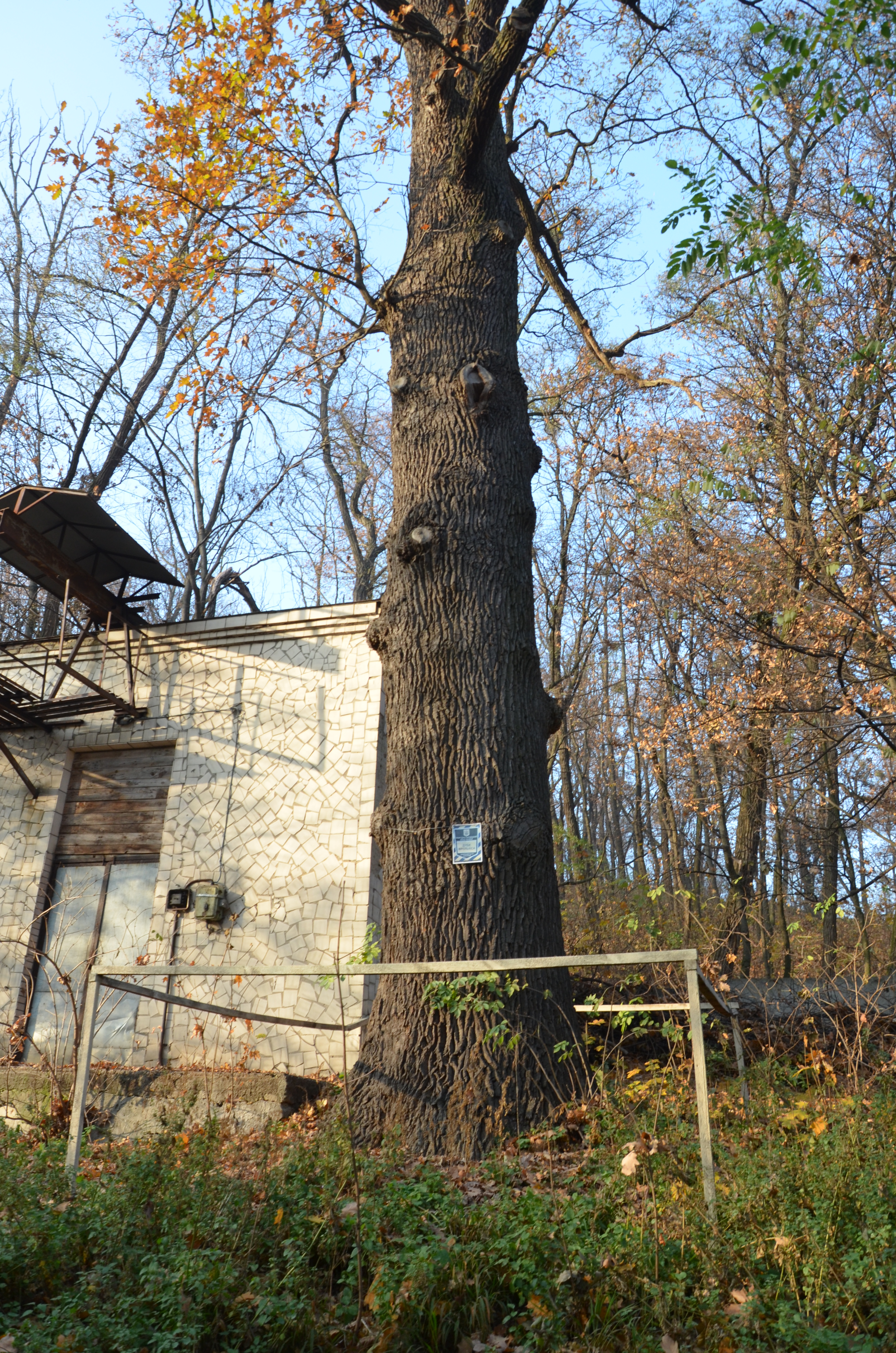
Дуб Фролькіса
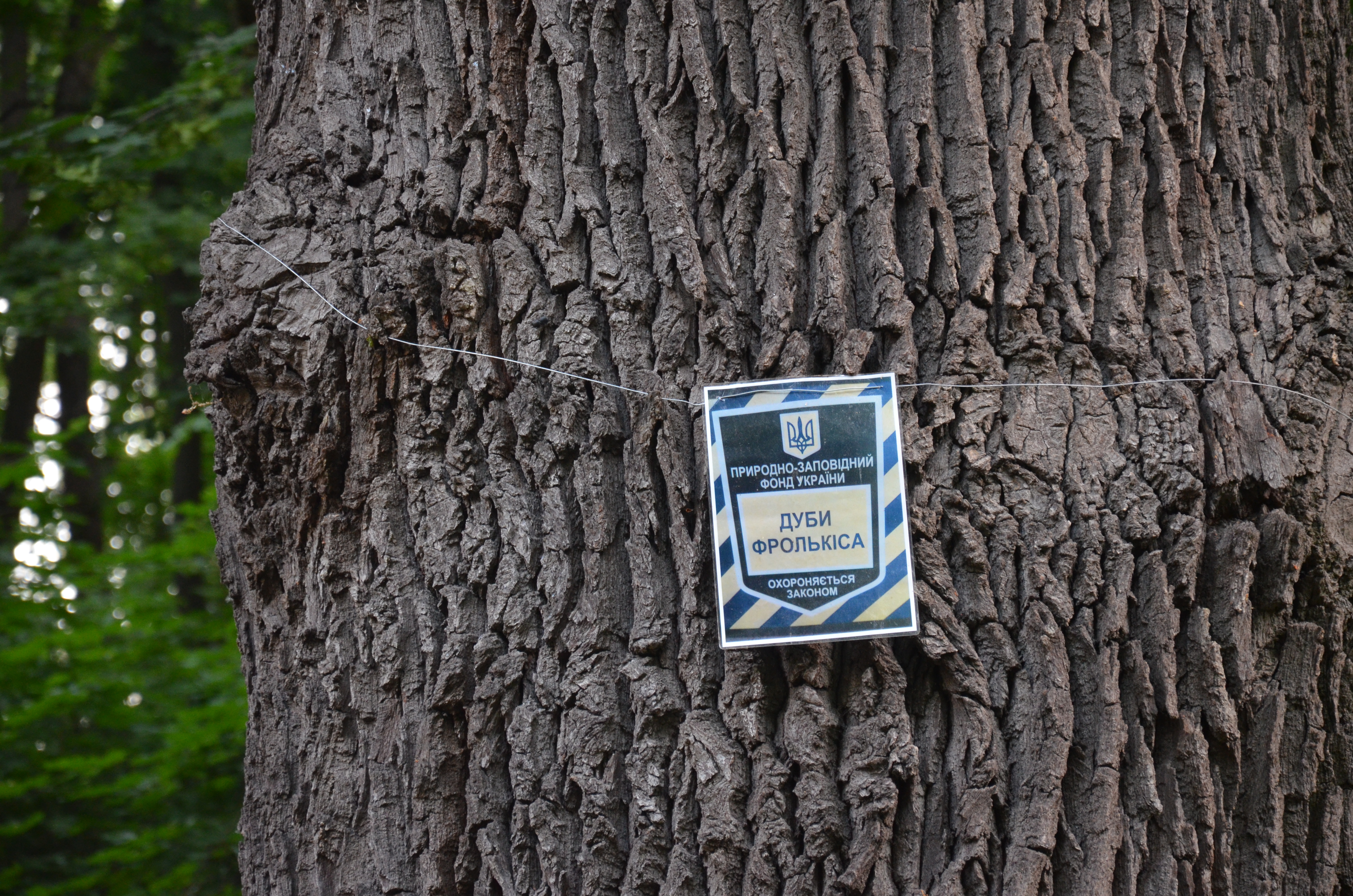
охоронна табличка